# Mission interministérielle pour la protection des femmes contre les violences et la lutte contre la traite des êtres humains
La Mission interministérielle pour la protection des femmes contre les violences et la lutte contre la traite des êtres humains (Miprof) est un organisme de l'État français créé en 2013 pour agir en faveur de la protection des femmes contre les violences et la lutte contre la traite des êtres humains. Elle pilote l'Observatoire national des violences faites aux femmes, anime le réseau des observatoires territoriaux des violences faites aux femmes et la politique locale de lutte contre les violences faites aux femmes. Chargée de diffuser une culture commune de la protection des femmes contre les violences, elle crée des outils de formation à destination des professionnelles et professionnels réunis sur le portail gouvernemental https://arretonslesviolences.gouv.fr/. Elle est enfin le coordinateur interministériel de la politique publique de lutte contre les différentes formes d'exploitation et de traite des êtres humains.
Sa mission a été étendue par décret en 2021 au recueil et à la diffusion de recommandations visant à améliorer les dispositifs existants de protection qui lui sont adressées par les associations contribuant à la protection des femmes victimes de violences. Depuis 2021, la Miprof est également chargée d'analyser les rapports de retour d’expérience dans les procédures de féminicides, particulièrement ceux mis en place par les juridictions du ministère de la Justice.

## Organisation
La Miprof est constituée d'une équipe permanente et d'un comité d'orientation.
En 2013, la mission est créée par Najat Vallaud-Belkacem alors ministre des droits des femmes et la secrétaire générale de la Miprof est la magistrate Elisabeth Moiron-Braud,. Le 8 mars 2023, Roxana Maracineanu, ancienne championne de natation et ex ministre des Sports, devient secrétaire générale de la Miprof,,.
Le comité d'orientation de la Miprof est composé de représentants de l'État, des collectivités territoriales, de structures associatives et de personnes qualifiées sur les violences faites aux femmes et sur la traite des êtres humains. Il se réunit deux fois par an et définit les grandes orientations. Sa dernière composition a été publiée le 21 mars 2024 par la ministre Aurore Bergé alors en charge de l'Egalité entre les femmes et les hommes.
Au sein du comité d'orientation, le comité de coordination regroupe les membres spécifiquement concernés par la lutte contre la traite des êtres humains.

## Fonctions
La Miprof, créée par décret,, et placée auprès de la ministre chargée des droits des femmes, a quatre principales missions :
- La réalisation d’un plan national de formation des professionnels et professionnelles sur les violences faites aux femmes et la diffusion d'une culture commune de la protection des femmes contre les violences. A ce titre, la mission créée des outils de formation et de sensibilisation ;
- Le pilotage de l'observatoire national des violences faites aux femmes à travers la mission de rassembler, analyser et diffuser les informations et données relatives aux violences faites aux femmes ;
- Favoriser l'animation locale de la politique de protection des femmes victimes de violences et l'animation du réseau des Observatoires territoriaux des violences faites aux femmes ;
- La coordination nationale de la lutte contre la traite des êtres humains.
La ministre chargée des droits des femmes confie également à la Miprof des missions ponctuelles supplémentaires. En 2020, Marlène Schiappa a chargé la Miprof de rédiger un rapport évaluant les situations de violences conjugales pendant le confinement et les mesures de protection déployées,,,.

## Formation des professionnels

### Outils pédagogiques
La Miprof élabore des outils de formations pour tous les professionnels et toutes les professionnelles, grâce à un travail d'expertise associant des formatrices et formateurs, des universitaires, des enseignantes et enseignants, des expertes et experts et le soutien des partenaires institutionnels et professionnels,,.
Depuis 2013, plus d'une dizaine de kits pédagogiques ont été élaborés. Ils abordent les thématiques suivantes : 
- Les (cyber)Violences au sein du couple[23]
- L'impact des violences au sein du couple sur les enfants[24]
- Violences sexuelles[25]
- Violences sexistes et sexuelles au travail[26],[27]
- Violences sexistes et sexuelles dans les transports[28]
- La protection sur ordonnance[29]
- Les mutilations sexuelles féminines[30]
- Le mariage forcé[31]
- Accueillir une victime de violences au sein du couple[32]
- Femmes en situation de handicap[33],[34]
- Les violences sexistes et sexuelles dans le sport

La Miprof a également réalisé des clips pédagogiques nommés "Paroles d'expertes", dans lesquels des expert.e.s expliquent des notions complexes et/ou scientifiques liées aux violences sexistes et sexuelles.

### Dynamique de formation
La Miprof a pour mission de diffuser une culture commune de la protection des femmes, de créer des outils pédagogiques avec ses partenaires institutionnels et les acteurs de terrain et de former des formateurs et des référents ,.
Chaque année, autour du 25 novembre, à l'occasion de la Journée internationale pour l'élimination de la violence à l'égard des femmes, des rencontres interprofessionnelles sont organisées. La Miprof y présente les travaux menés au cours de l'année avec ses partenaires,,,.

## Les Observatoires des violences faites aux femmes

### L'Observatoire national des violences faites aux femmes
Cet observatoire piloté par la Miprof rassemble, analyse et diffuse des données quantitatives et qualitatives harmonisées visant à mieux connaître le phénomène des violences envers les femmes, leur fréquence, leurs caractéristiques, les besoins des victimes et les réponses qui y sont apportées.
L’Observatoire national favorise également la diffusion des bonnes pratiques en matière de repérage et de prise en charge des femmes victimes de violences.
Plusieurs publications sont faites chaque année, permettant d'objectiver les différentes formes que peuvent revêtir les violences grâce à des sources croisées fiables : auprès des femmes interrogées dans des enquêtes générales conduites par le ministère de l'Intérieur, dans les données enregistrées par la police et la gendarmerie, à partir des données issues des procédures judiciaires ou de tout autre service statistique ministériel. Des données issues d'associations nationales contribuent également à mieux quantifier les violences. Les publications de l'Observatoire sont ainsi de trois niveaux : 
- Des numéros annuels de la Lettre de l’Observatoire national des violences faites aux femmes, publiés à l’occasion du 25 novembre, qui présentent les principales données relatives aux violences au sein du couple et aux violences sexuelles pour l’année N-1[43] ;
- Des numéros thématiques de la Lettre de l’Observatoire national des violences faites aux femmes, consacrés à des thèmes tels que les mutilations sexuelles féminines, les mariages forcés, le phénomène prostitutionnel, etc.[44] ;
- Des fiches statistiques sur des sujets précis relatifs aux violences sexistes et sexuelles faites aux femmes (les morts violentes au sein du couple, les violences subies par les femmes dans les espaces publics, etc.)[45].

### Les Observatoires territoriaux des violences faites aux femmes
La Miprof veille à l’accompagnement, à la création et à l’animation des Observatoires territoriaux des violences faites aux femmes.
Ces observatoires territoriaux sont des structures issues d'un partenariat entre des collectivités locales, les services de l’Etat sur les territoires et des acteurs professionnels et associatifs qui interviennent auprès des femmes victimes de violences. 
Ils sont créés sur une volonté politique des collectivités territoriales et mis en place par ces dernières qui en assurent le fonctionnement quotidien et le suivi des projets.
Un guide intitulé Mise en place et animation d’un observatoire territorial des violences faites aux femmes est créé en 2017 par la Miprof pour aider les collectivités territoriales désireuses de s’impliquer dans la lutte contre les violences sexistes et sexuelles faites aux femmes.
Il est mis à jour en novembre 2022.
L'actualisation est réalisé par Miprof, l’Observatoire des violences envers les femmes de la Seine-Saint-Denis et sa responsable Ernestine Ronai, dans le cadre de la mission qui lui est confiée par Elisabeth Moreno, ministre de l’Égalité entre les femmes et les hommes, de la Diversité et de l’Égalité des chances.
En 2024, on compte 29 Observatoires territoriaux des violences faites aux femmes dont six à l'échelle régionale, seize à l'échelle départementale et sept à l'échelle communale .

## La coordination nationale de la lutte contre la traite des êtres humains

### Niveau national
La Miprof a élaboré plusieurs plans d'action nationaux de lutte contre la traite des êtres humains (2014-2016, 2019-2021 et 2024-2027,,). Le dernier plan national comprend à la fois des mesures transversales, applicables à toutes les formes d'exploitation et de traite des êtres humains, mais aussi des axes dédiés spécifiquement à chaque finalité de la trait (sexuelle, par le travail, par la mendicité ou les délits forcés). La Miprof assure le pilotage de la mise en œuvre de ce plan d'action et organise le suivi auprès des différents ministères pilotant des mesures concrètes : notamment les ministères de l'Intérieur, de la Justice, de l'Education nationale, de l'Agriculture, du Logement, de la Santé. Un premier état des lieux du déploiement du plan a été réalisé le 12 décembre 2024.
La Miprof participe au comité de suivi de la loi du 13 avril 2016, et déploie une partie des mesures de la stratégie de lutte contre le système prostitutionnel et l'exploitation sexuelle, notamment en luttant contre la prostitution des mineurs.

### Niveau international
La Miprof est l'interlocutrice régulière des instances européennes : elle siège aux réunions des rapporteurs nationaux sur la traite des êtres humains auprès de la Commission européenne, ainsi qu’à celles des coordonnateurs nationaux au sein du Conseil de l’Europe.
La Miprof coordonne la réponse de la France dans les procédures d’évaluation européennes : 
- Le rapport réalisé tous les deux ans par la Commission européenne sur les progrès effectués dans la lutte contre la traite des êtres humains en application de l’article 20 de la directive 2011/36/UE[60],[61] du Parlement Européen
- Les cycles d’évaluation du Groupe d’experts (GRETA)[62] sur la mise en œuvre de la Convention du Conseil de l’Europe sur la lutte contre la traite des êtres humains.

La Miprof promeut la politique publique française en matière de lutte contre la traite à l’étranger et apporte son expertise au ministère de l’Europe et des Affaires Étrangères, notamment dans le cadre des travaux de l'Office des Nations Unies contre la Drogue et le Crime (ONUDC) et de l’Organisation pour la sécurité et la coopération en Europe (OSCE).
La Miprof a contribué à l’élaboration de la stratégie nationale d’accélération pour éliminer le travail des enfants, le travail forcé, la traite des êtres humains et l’esclavage contemporain à l’horizon 2030 dans le cadre de la candidature de la France au statut de « pays pionnier » au sein de l’Alliance 8.7, qui a été annoncée le 9 novembre 2021.

### Enquête annuelle
En partenariat avec les associations membres du Collectif Ensemble contre la traite des êtres humains, la Miprof et le Service statistique ministériel de la sécurité intérieure réalisent chaque année une enquête sur les victimes de traite des êtres humains accompagnées par les associations en France,,,.
Cette enquête permet de collecter des informations détaillées sur les victimes, leurs conditions d’exploitation et leurs démarches, et est également régulièrement citée comme bonne pratique au niveau européen.

### Formation
La Miprof a contribué à l'élaboration de plusieurs outils pédagogiques pour former les professionnels à repérer les situations de traite des êtres humains et accompagner les victimes et piloté la création d'un guide complet sur le cadre juridique applicable et les bonnes pratiques professionnelles,,.

## Publications de l'Observatoire national du Miprof

### Statistiques
- Miprof, « Les fiches de synthèse statistiques », Les Lettres de l'Observatoire national des violences faites aux femmes, sur arretonslesviolences.gouv.fr (consulté le 30 septembre 2024)

### Lettres annuelles
Elles présentent des données par année sur les violences au sein du couple et les violences sexuelles.
- Miprof, « Les Lettres annuelles de l'Observatoire national des violences faites aux femmes », sur arretonslesviolences.gouv.fr (consulté le 30 septembre 2024).

### Lettres thématiques
Elles traitent de thèmes spécifiques comme les mariages forcés, les mutilations sexuelles féminines, la prostitution, les conséquences des violences sur la santé...
- Miprof, « Les Lettres thématiques de l'Observatoire national des violences faites aux femmes », sur arretonslesviolences.gouv.fr (consulté le 30 septembre 2024).

### Rapports d'activité
À chaque fin de quinquennat, la Miprof publie son rapport d'activité :
- Rapport d'activité 2013-2017[74]
- Rapport d'activité 2017-2021[75]

### Guides
- MIPROF, « Mise en place et animation d'un Observatoire territorial des violences faites aux femmes - Guide à destination des collectivités territoriales » [PDF], sur Arrêtons les violences, novembre 2022

### Kits de formation

#### Publications de l' Observatoire National
Ces outils de formations téléchargeables sont destinés aux professionnels. Ils comportent généralement une fiche de présentation, une vidéo, un livret d'accompagnement, des documents complémentaires.
- « Les violences au sein du couple - Kit pédagogique pour les professionnels », sur arretonslesviolences.gouv.fr.

- « L'impact des violences au sein du couple sur les enfants - Kit pédagogique pour les professionnels », sur arretonslesviolences.gouv.fr.

- « Violences au sein du couple : Protections juridiques - Kit pédagogique pour les professionnels », sur arretonslesviolences.gouv.fr.

- « Les violences sexuelles - Kit pédagogique pour les professionnels », sur arretonslesviolences.gouv.fr.

- « Violences sexistes et sexuelles au travail - Kit pédagogique pour les professionnels », sur arretonslesviolences.gouv.fr.

- « Violences sexistes et sexuelles dans les transports - Kit pédagogique pour les professionnels », sur arretonslesviolences.gouv.fr.

- « Mutilations sexuelles féminines - Kit pédagogique pour les professionnels », sur arretonslesviolences.gouv.fr.

- « Mariage forcé - Kit pédagogique pour les professionnels », sur arretonslesviolences.gouv.fr.

- « Accueillir une victime de violences au sein du couple - Kit pédagogique pour les professionnels », sur arretonslesviolences.gouv.fr.

- « Femmes en situation de handicap - Kit pédagogique pour les professionnels », sur arretonslesviolences.gouv.fr.

- « Femmes en outre mer - Kit pédagogique pour les professionnels », sur arretonslesviolences.gouv.fr.

#### Publications de l'Observatoire régional Centre Hubertine Auclert

##### Outils de formation destinés aux professionnels
- « Kit d’action contre les cyberviolences conjugales | Centre Hubertine Auclert », sur www.centre-hubertine-auclert.fr (consulté le 30 septembre 2024).

- « Kit d’action contre les violences sexistes et sexuelles au travail pour les collectivités territoriales | Centre Hubertine Auclert », sur www.centre-hubertine-auclert.fr (consulté le 30 septembre 2024).

- « Grille « Évaluation du danger lors d'une audition pour violences conjugales » | Centre Hubertine Auclert », sur www.centre-hubertine-auclert.fr (consulté le 1er octobre 2024).

- « Kit « Orientation femmes victimes de violence » | Centre Hubertine Auclert », sur www.centre-hubertine-auclert.fr (consulté le 1er octobre 2024).

##### Publications pour public et professionnels
- « « Le Violentomètre » | Centre Hubertine Auclert », sur www.centre-hubertine-auclert.fr (consulté le 30 septembre 2024).

- « Kit de campagne #StopCybersexisme | Centre Hubertine Auclert », sur www.centre-hubertine-auclert.fr (consulté le 30 septembre 2024).

- « Petit manuel d'autodéfense contre le harcèlement sur Internet et le cybersexisme| Centre Hubertine Auclert », sur www.centre-hubertine-auclert.fr (consulté le 30 septembre 2024).

- « Outil d'auto-évaluation des cyberviolences conjugales | Centre Hubertine Auclert », sur www.centre-hubertine-auclert.fr (consulté le 1er octobre 2024).

- « Kit d’action contre les cyberviolences conjugales | Centre Hubertine Auclert », sur www.centre-hubertine-auclert.fr (consulté le 30 septembre 2024).

- « Fiche juridique « Que dit la loi face aux cyberviolences conjugales ? » | Centre Hubertine Auclert », sur www.centre-hubertine-auclert.fr (consulté le 1er octobre 2024).